# Lago Malawi
Il lago Malawi o lago Niassa è il terzo lago più grande dell'Africa e il nono più grande del mondo. È il più a sud fra i laghi della Grande Rift Valley. Lungo 560 km e con una larghezza massima di 75 km costituisce gran parte del confine fra Malawi e Mozambico, e in parte tocca la Tanzania. Grazie a una profondità massima di 700 m è considerato uno dei laghi più profondi al mondo. Vi sfociano numerosi canali e fiumi; fra i corsi d'acqua alimentati il principale è lo Shire, affluente dello Zambesi. Nel 1980, la parte meridionale del lago, attorno a Monkey Bay, è diventata un parco naturale (Parco nazionale del Lago Malawi), dichiarato patrimonio dell'umanità dall'UNESCO nel 1984.
Chiamato lago Nyasa dall'esploratore David Livingstone quando lo scoprì nel 1859; venne indicato come tale nelle colonie del Nyasaland e dell'Africa orientale tedesca poi Tanganica, mentre nel Mozambico portoghese era noto come lago Niassa. Dopo l'indipendenza dei tre Paesi africani, il Nyasaland divenuto Malawi cambiò denominazione al lago nominandolo lago Malawi, mentre gli altri due Stati mantennero le precedenti denominazioni, rispettivamente di lago Nyasa in Tanzania e lago Niassa in Mozambico, in vigore tuttora.
In epoca coloniale, il lago venne soprannominato "lago-calendario" a causa del fatto singolare che la sua lunghezza in miglia (365) coincide col numero dei giorni dell'anno del calendario gregoriano, e la sua larghezza in miglia (52) col numero delle settimane dell'anno.

## Fauna

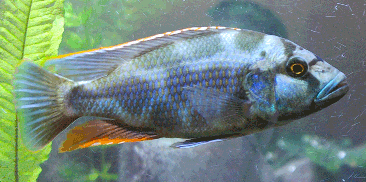
Uno dei numerosi ciclidi endemici del lago, il Nimbochromis livingstonii

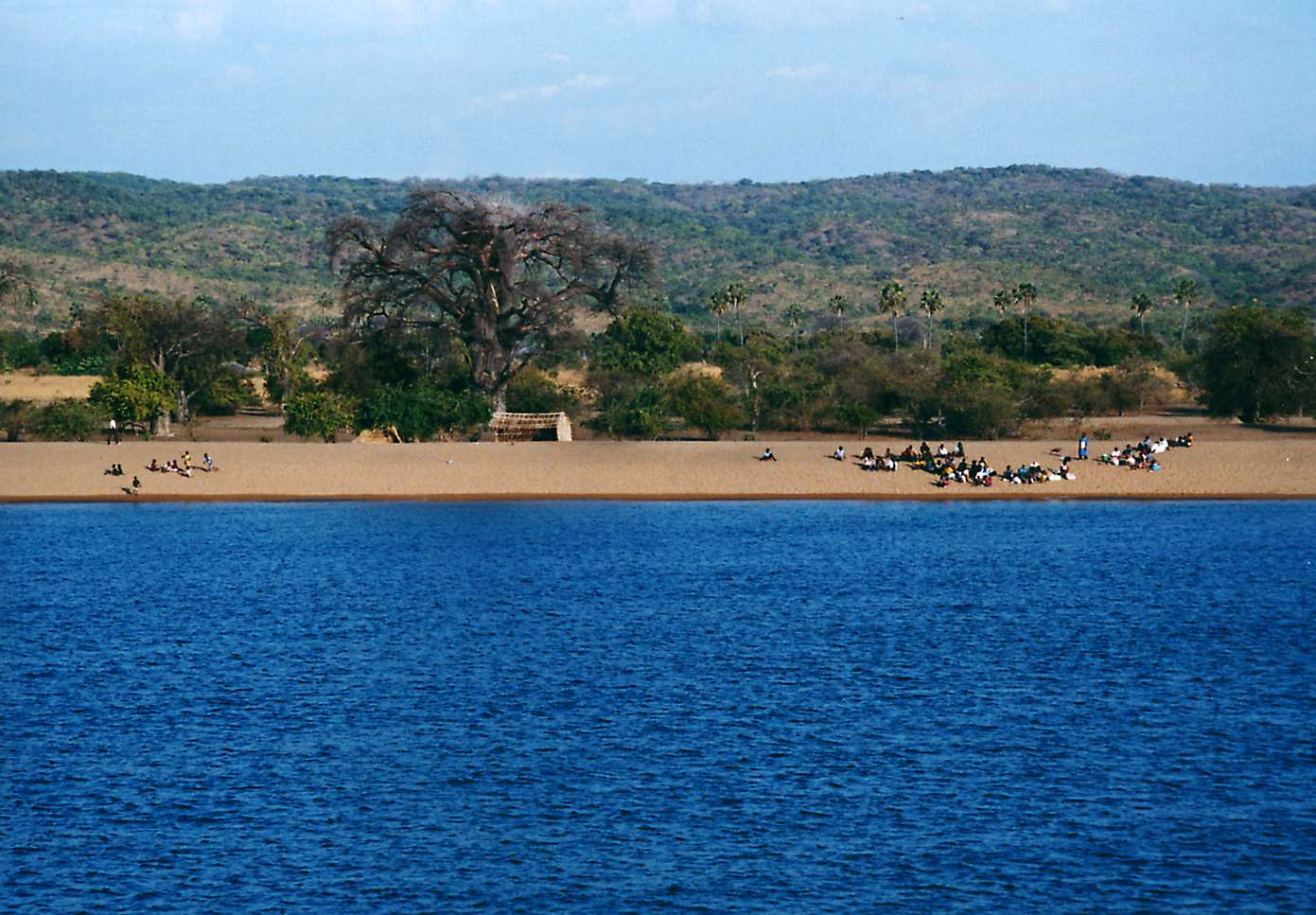
Persone in attesa del traghetto sulla costa del Mozambico, con un grande baobab sullo sfondo

Il Malawi ospita un grandissimo numero di specie endemiche di pesci. Il WWF ha identificato almeno 500 specie di pesci endemiche di ciclidi, suddivisi in 49 generi; si tratta di pesci estremamente variopinti e molto apprezzati per gli acquari - ad esempio il Maylandia heteropicta. Questa specie e molte altre appartengono al gruppo dei "Battitori di roccia", con questo nome, M'Buna
nella lingua africana Chitonga, i pescatori che vivono sulle sponde del lago
Malawi, indicano i ciclidi che popolano esclusivamente i tratti rocciosi delle
sue coste.
Fra i pesci commestibili, che costituiscono un'importante risorsa per la popolazione locale (in gran parte dedita alla pesca), si hanno i chambo e le sardine del Malawi. Fra le altre specie animali presenti nel lago si possono citare i coccodrilli e una vasta popolazione di aquile pescatrici. Le acque del lago sono infestate dalle larve del verme parassita Schistosoma che provoca l'insorgere della schistosomiasi. Ogni anno circa diversi turisti stranieri contraggono questa malattia dopo essere venuti in contatto con le acque di questo lago.

## Storia
Del lago Malawi si sapeva molto prima che fosse ufficialmente scoperto. Molti esploratori europei del XVII e XVIII secolo riportarono di aver sentito parlare di un grande lago in Africa centrale (o di averlo visto). Intorno all'inizio del XVIII secolo le voci sull'esistenza del lago erano molte e sufficientemente coerenti, al punto che cartografi come Guillame de l'Isle e Jean Baptiste Bourguinon d'Anville iniziarono a rappresentarlo sulle mappe.
Nel 1856 David Livingstone visitò il Mozambico, e incontrò a Tete lo spagnolo Candido Cardosa, che raccontò di essere arrivato sulle sponde del misterioso lago (nella zona che oggi ha nome "penisola di Nankumba"). Sulla scorta delle indicazioni di Cardosa, Livingstone tentò prima di risalire lo Zambesi e poi, per evitare le pericolose rapide di Kebabrasa, decise invece di risalire il fiume Shire, arrivando al lago nel 1859. Livingstone fu il primo a proclamare ufficialmente l'esistenza del lago e suo fu quindi l'onore della scoperta, nominandolo lago Nyasa. Livingstone parlò del Malawi come di un "lago di stelle", riferendosi alla sua superficie scintillante.
Al tempo in cui Livingstone lo scoprì, il lago veniva spesso attraversato da imbarcazioni cariche di schiavi diretti verso il Mozambico. Fu lo stesso Livingstone a proporre che si mettesse fine a questo commercio acquisendo il controllo militare del lago e, contemporaneamente, portando la religione cristiana nella regione. Quest'ultima richiesta venne in effetti accolta, principalmente dalla chiesa presbiteriana scozzese, che creò le prime missioni nel 1875. Il commercio di schiavi finì effettivamente nel 1881. In epoca coloniale il lago divideva i territori britannici del Nyasaland e del Tanganica dalla colonia portoghese del Mozambico.

## Popolazione

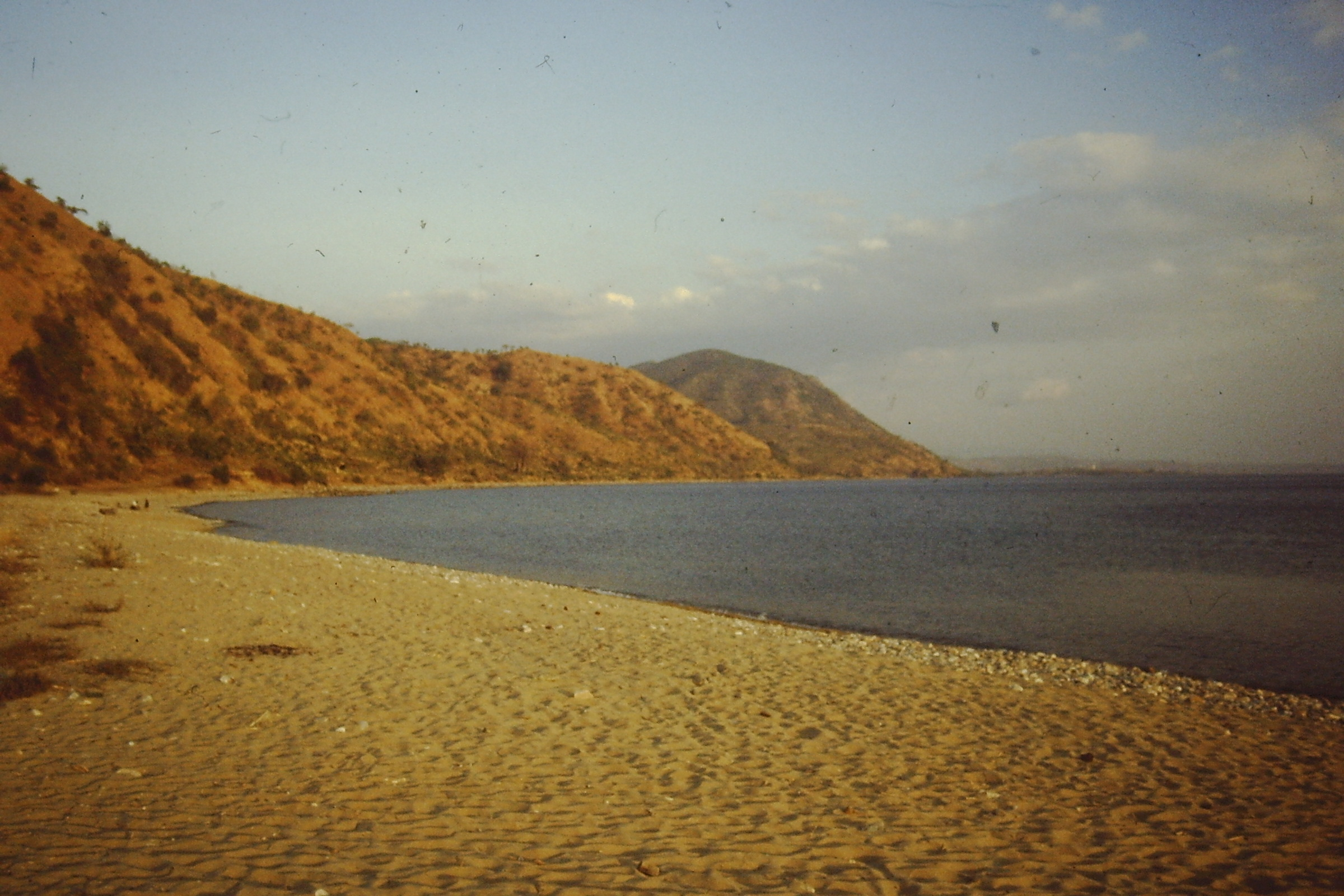
La spiaggia di Chiuanga, pochi km a nord di Metangula, sulla costa mozambicana (1988)

La costa del Malawi è punteggiata di villaggi, principalmente di pescatori. Se un tempo il pesce pescato era esclusivamente utilizzato come cibo dai locali, oggi una parte viene portato (di norma in bicicletta) ai mercati delle vicine città di Blantyre e Zomba. La parte mozambicana è meno popolata e la costa più isolata, alla base della scarpata che separa il lago dall'altopiano del Niassa, circa 1 000 metri più in alto. I principali villaggi sono Metangula e Meponda, più a Nord è rilevante l'insediamento intorno alla missione anglicana di Sao Bartolomeu a Messoumba, restaurata dopo lunghi anni di isolamento durante la guerra terrorista in Mozambico. La costa tanzaniana è oggetto di una disputa mai risolta giuridicamente, tra Tanzania e Malawi: il governo del Malawi reclama la giurisdizione sull'intero specchio d'acqua del lago, fino sotto la costa tanzaniana, mentre quest'ultima sostiene che il confine corra al centro del lago.

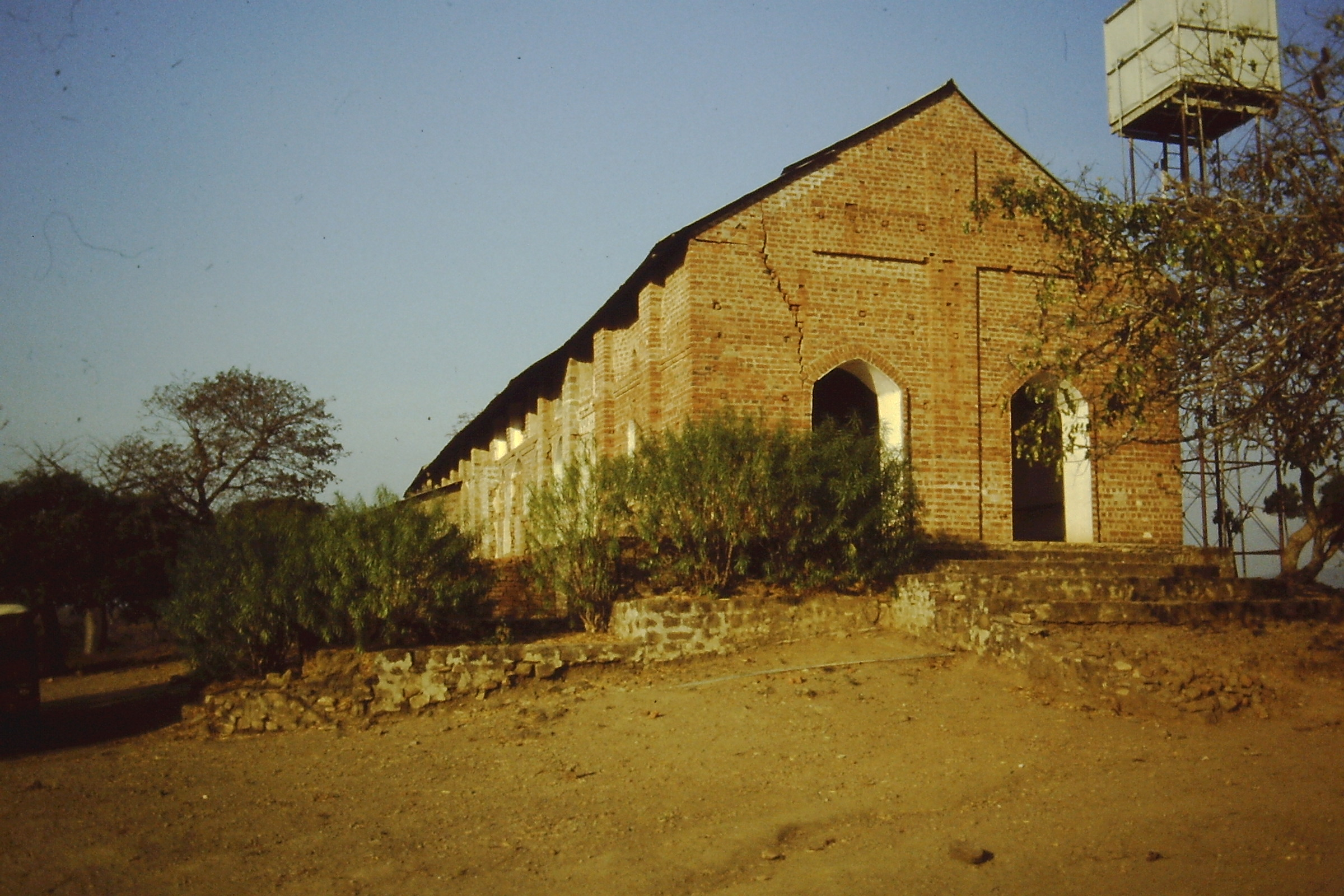
La missione anglicana di Messoumba, in prossimità di Chiuanga (1988)

Oltre alla pesca, attività tipiche nei villaggi sono quelle correlate (costruzione e riparazione di barche e reti, commercio di pesce). Molti abitanti dei villaggi sono anche dedicati all'artigianato, e producono principalmente cappelli, giocattoli e cestini.

## Navigazione
A parte le piccole imbarcazioni a remi dei pescatori locali, pochissime imbarcazioni solcano le acque del lago. Il traghetto MV Ilala percorre settimanalmente un lungo tragitto che collega le principali località sia sul versante del Malawi sia su quello del Mozambico. L'intero percorso (dall'estremità sud all'estremità nord del lago) richiede due giorni di navigazione.